# Eupithecia dodoneata
Eupithecia dodoneata, apodado en algunos países como polilla del roble, es una especie de polilla de la familia Geometridae. La especie fue descrita por primera vez por Achille Guenée habiendo sido descrita en 1857, con una amplia distribución en Europa. Tiene gran similitud con otras dos especies europeas, E. irriguata y E. abbreviata, pero de menor tamaño y más pálida. Cuenta con dos subespecies: Eupithecia dodoneata dodoneata y Eupithecia dodoneata austrina Herbulot, 1962.

## Descripción
Es una polilla pequeña, con una envergadura de 19 a 22 milímetros (0,7 a 0,9 plg). El color de fondo de las alas anteriores suele ser gris blanquecino pálido, a veces ligeramente marrón con salpicados oscuros. Hay varias líneas cruzadas de color gris verdoso, onduladas y, a menudo, en pares. La línea transversal exterior corre cerca del borde frontal con una curva aguda y cerrada en forma de "V" que apunta hacia adentro. El centro del campo es más brillante en algunos ejemplares y está enmarcado por una delgada banda oscura. La mancha central es negra y tiene forma ovalada. Las alas traseras son ligeramente más claras que las alas anteriores y también tienen varios diseños oscuros y una pequeña mancha negra en el medio. Cuenta con venas rojizas pálidas, dos sombras media y exterior negruzcas-olivaceas, una línea submarginal denticulada, y una franja incisa.

### Larva
Las orugas adultas son de color marrón y muestran en el dorso manchas triangulares de color marrón rojizo muy claras, cuya punta mira hacia adelante. Las polillas adultas son de una generación, vuelan de mayo a junio, según la ubicación, y aunque se encuentran activas al anocheser y por la noche, se encuentran con mayor frecuencia donde hay luz artificial. Las orugas viven en junio y julio y se alimentan de diversas especies de robles, inicialmente de los brotes jóvenes y luego de las flores. A veces chupan las flores de las umbelíferas.

### Pupa
La pupa es de color negro-marrón y está equipada con dos cerdas en forma de gancho fuertes y seis delgadas a nivel del cremaster. Una determinación fiable debe ser realizada por especialistas y también se recomienda un análisis morfológico genital para una identificación correcta. Las orugas son monófagas de especies de Crataegus (majuelos), así como de la familia Fagaceae (incluyendo los robles Quercus coccifera, Quercus ilex, Quercus humilis y Quercus robur) y se alimenta de la inflorescencia de las flores. La especie pasa el invierno en la etapa de pupa.

### Genética
En 2023 se presentó un ensamblaje del genoma de un individuo macho de E. dodoneata con una extensión de 353,7 megabases. La mayor parte del ensamblaje está estructurado en 31 pseudomoléculas cromosómicas, incluido el cromosoma sexual Z ensamblado. El genoma mitocondrial también fue ensamblado y tiene 15,3 kilobases de longitud.

## Distribución
La polilla se ha descrito abundantemente en Europa, sin que se haya descrito aún en el extremo norte y el extremo este. Se encuentran apariciones locales en Asia Menor, el Cáucaso y Marruecos. En los Pirineos y los Alpes alcanza altitudes de 1000 metros (3280,8 pies). La especie prefiere bosques caducifolios, setos, hábitats suburbanos, los bosques secos de robles y mixtos con robles.